# Mirafra
Mirafra is een geslacht van zangvogels uit de familie Alaudidae (leeuweriken). 

## Soorten
Bij een taxonomische herziening in 2024 is dit geslacht opgedeeld in vier geslachten en zijn een groot aantal soorten verplaatst naar de geslachten Plocealauda, Amirafra en Corypha. De volgende zeven soorten zijn in dit geslacht gebleven:
- Mirafra albicauda  – Witstaartleeuwerik
- Mirafra cheniana  – Spotleeuwerik
- Mirafra cordofanica  – Kordofanleeuwerik
- Mirafra javanica  – Oosterse struikleeuwerik
- Mirafra passerina  – Musleeuwerik
- Mirafra pulpa  – Friedmanns leeuwerik
- Mirafra williamsi  – Williams leeuwerik